# Mirdita

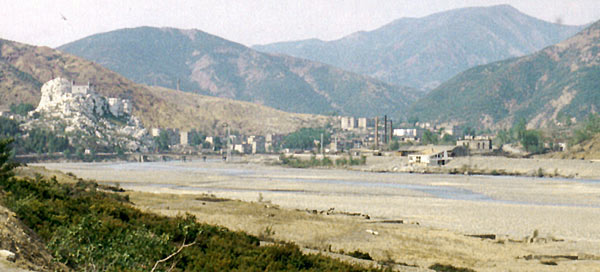
Im Tal des Flusses Fan bei Rubik

Mirdita (albanisch auch Mirditë) ist eine gebirgige Region in Nordalbanien. Ursprünglich war sie Siedlungsgebiet der Mirditen, eines der wichtigsten nordalbanischen Stämme. Es ist Kerngebiet der Gemeinde Mirdita (ehemals Kreis Mirdita); das ursprüngliche Siedlungsgebiet der Mirditen dehnte sich aber weiter nach Norden aus.

## Geographie
Das Gebiet der Mirdita wird nach Westen von der Küstenebene und dem  Meer durch eine Gebirgskette (knapp 1000 m ü. A.) getrennt. Dahinter liegt eine stark zerfurchte und erodierte Hochebene, die heute eher als Hügelland zu bezeichnen ist und vor allem im Osten und Norden in höhere Gebirgszüge bis auf 2100 m ü. A. übergeht. Die Durchschnittshöhe der Landschaft liegt auf rund 400 m ü. A.
Der Fluss Fan entwässert die ganze Mirdita. Ganz im Südwesten der Region fließt er in den Mat, der dort in einer Schlucht die Berge zur Küste durchbricht.
Die rote Erde weist auf das Vorkommen mineralischer Rohstoffe hin, die an verschiedenen Orten auch abgebaut wurden. Von Bedeutung ist insbesondere der Kupfer-Bergbau mit Bergwerken in Rubik und Kurbnesh. Das Einbrechen der Weltmarktpreise, vollkommen veraltete Technik und fehlende Investoren ließen diese Industrie nach dem Zusammenbruch des Kommunismus aber zum Stillstand kommen.
Dafür wurde 25 Jahre später begonnen, wie am Südrand gegen Mat auch im Kerngebiet der Mirdita die Wasserkraft großflächig zu nutzen mit mehreren Kraftwerken am Fan. Der Fan i Madh wurde bei Rrëshen in den 2010er Jahren zum Qafë-Molla-See gestaut.

## Geschichte

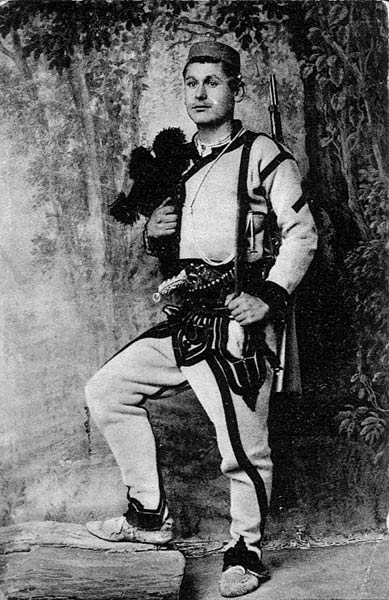
Ein Mirdite in traditioneller Tracht

### Bedeutung und Herkunft des Namens
Mirëdita bedeutet auf Deutsch Guten Tag. Der Name der Region wird damit oft in Verbindung gebracht, wobei auf die Lage der Region verwiesen wird. Von der Küste aus liegt Mirdita im Osten, dort wo die Sonne auch aufgeht. Mirdita ist also der Ort, wo der neue Tag beginnt.
Eine alte Legende besagt, dass ein Mann bei seinem Tod drei Söhne hinterließ. Sein ganzer Besitz bestand aus einem Sattel und einem Sieb. Der älteste nahm den Sattel (albanisch: Shala), der zweitälteste das Sieb (albanisch: Shosha). Dem jüngsten Bruder blieb nicht anders übrig, als den anderen Guten Tag zu wünschen. Und so seien die drei Stämme der Shala, Shosha und der Mirditen zu ihren Namen gekommen.

### Zentrum des Kanun
Die Mirdita war über Jahrhunderte ein Zentrum des gesellschaftlichen und spirituellen Lebens der nordalbanischen Stämme. Damaliges Zentrum und Hauptort war Orosh, wo sich die Familienoberhäupter der Mirditen zum Ältestenrat, einer Art Landsgemeinde respektive Thing, trafen. Von großer Bedeutung war auch die Abtei von Orosh, aus der das heutige Bistum Rrëshen hervorgegangen ist. Wie die anderen Stämme der Region waren auch die Mirditen katholisch, als einziger aber rein katholisch. Noch heute leben im Bezirk mehr als 90 Prozent Katholiken.
Die rund 15.000 bis 20.000 Mirditen zur Mitte des 19. Jahrhunderts unterteilten sich in fünf Unterstämme, sogenannte Bajraks (Fahnen): Oroshi, Kushneni, Fandi, Dibrri und Spaçi. Ersterer war der kleinste, letzterer mit drei bis vier Mal so viel Angehörigen der größte. Ein Haushalt umfasste im Schnitt zwölf Personen.

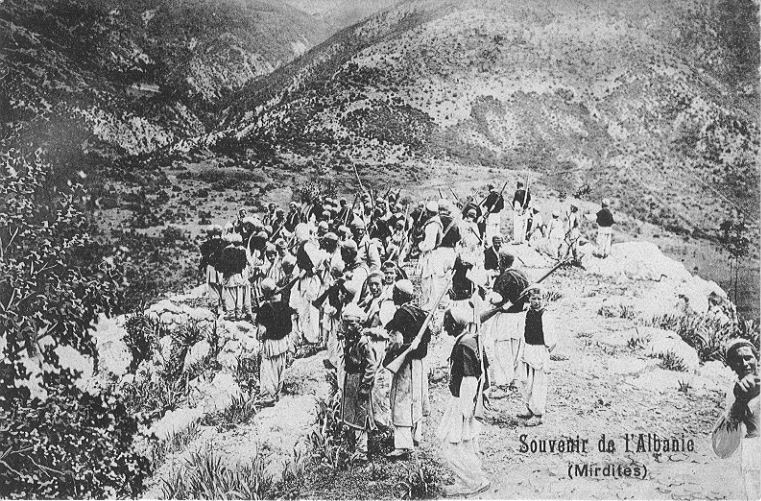
Aufstand gegen die Osmanen zwischen 1900 und 1907

Obwohl die Nordalbaner keine zentrale Herrschaft anerkannten, gab es auch eine Art weltliche Autorität in Orosh. Der Kapedan („Kapitän“), der jeweils vom Oberhaupt der Familie Gjonmarku gestellt wurde, war Anführer der Mirditen und letzte Instanz in Entscheidungen und Streitfragen. Die Rechte der privilegierten Familie und die Rolle des Kapedan waren im Kanun genau umschrieben. Jeder Mirdite, der jemanden tötete, musste den Gjonmarku eine Abgabe zahlen. Sogar die Osmanen erkannten die Vorrangstellung der Gjonmarku an.
Während die Mirdita zur Türkenzeit innere Selbstverwaltung genoss, stellten die Stämme Hilfstruppen für die Armee des Sultans. Noch 1896 gab es in der Mirdita keine Schule.

### Republik Mirdita
Nach dem Ersten Weltkrieg kam es in der Mirdita zu einem inneren Machtkampf, nachdem der Kapedan ohne männliche Nachkommen gestorben war. Der unbeliebte und enterbte Neffe Gjon Marka Gjoni versuchte trotzdem, an die Macht zu kommen. Von den Jugoslawen erbat er sich (finanzielle) Unterstützung, die er auch erhielt, da Belgrad an einer Destabilisierung des jungen albanischen Staates interessiert war. Er forderte die Mirditen erfolglos auf, sich gegen die „türkische“ – also muslimische – Regierung in Tirana zu erheben. In der Folge rief Gjon Marka Gjoni, der des Lesens und Schreibens nicht mächtig war, am 17. Juli 1921 in Prizren die „Republik Mirdita“ aus, erklärte sich zu deren Präsidenten und verlangte vom Völkerbund die Anerkennung. Das aussichtslose Unternehmen wurde bald nicht einmal mehr von Jugoslawien unterstützt, das Gjoni aber trotzdem mit Waffen und Soldaten versorgte. Albanischen Regierungstruppen unter Bajram Curri gelang es, die fremden Truppen, zu denen nur wenige Mirditen gehörten, zurückzuschlagen. Im November 1921 floh Gjon Marka Gjoni wieder nach Prizren. Die Mirditen erklärten sich nach Verhandlungen unter der Leitung von Ahmet Zogu loyal zur albanischen Regierung.

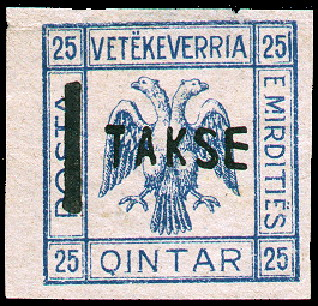
Mirditische Briefmarke aus dem Jahr 1921

Als Überrest der Republik Mirdita tauchen gelegentlich Briefmarken der Republik Mirdita im Handel auf.

### Industrialisierung
In der Volksrepublik Albanien erlangte die Mirdita als rohstoffreiche Region Bedeutung. Neben der Holzwirtschaft war insbesondere der 1928 gestartete Kupferbergbau von Bedeutung. Hierzu wurden in den 60er Jahren die drei Städte Rrëshen, Rubik und Kurbnesh erbaut. In Rubik wurde eine metallurgische Fabrik errichtet. Später folgte dann noch der Bau der Eisenbahnstrecke von Milot nach Rrëshen. Die albanische Eisenbahn hat die Strecke ab Rubik zwischenzeitlich wieder demontiert. Auf ihrem Trasse wurde zwischenzeitlich die Autobahn A1 errichtet, die heute ein schnelles und bequemes Durchqueren der Region erlaubt.
Ein Teil der Bergwerkarbeit wurde im sozialistischen Albanien von Strafgefangenen, politischen Häftlingen und Internierten vollbracht, so auch in Mirdita. Das Bergwerk von Spaç im Norden von Mirdita gehörte zu den berüchtigtsten Arbeitslagern Albaniens. Die Häftlinge lebten dort unter primitivsten hygienischen Bedingungen, erhielten nur unzureichend Nahrung und hausten in Unterkünften, die sie kaum vor der winterlichen Kälte schützten. Die Arbeitsanforderungen waren extrem hoch. Hinzu kamen Isolationshaft und oft auch Folter.